# Жерлан
Жерла́н (фр. Gerland) — футбольний стадіон у місті Ліон, п'ята за місткістю спортивна арена Франції. Названий на честь району Ліона, у якому і розташований. На Жерлані проводить домашні матчі футбольний клуб «Ліон».
У 1986 році на цьому стадіоні київське «Динамо» з рахунком 3:0 перемогло у фінальному матчі мадридський клуб «Атлетіко» і здобуло Кубок володарів Кубків.